# Frank Mundy
Frank "Rebel" Mundy (Atlanta, Georgia, 18 juni 1918 als Francisco Eduardo Menendez - aldaar, 15 mei 2009) was een Amerikaans autocoureur. Hij won drie races in de NASCAR in 1951. In dat jaar pakte hij ook pole position in de Mountain Dew Southern 500, maar hij werd de slechtste polesitter ooit in de NASCAR, hij eindigde de race als 82e. In 1954 schreef hij zich in voor de Indianapolis 500, die ook deel uitmaakte van het Formule 1-kampioenschap. Hij kwalificeerde zich echter niet voor deze race.